# Dr. Terror's House of Horrors
Dr. Terror's House of Horrors ("As Profecias do Dr. Terror" no Brasil) é um filme de terror inglês de 1965 produzido pela Amicus Productions e dirigido pelo veterano diretor Freddie Francis. O roteiro foi escrito por Milton Subotsky e Max Rosenberg. Estrelam Christopher Lee e Peter Cushing.
Foi a primeira de uma série de antologias que começou com Torture Garden (1967), The House That Dripped Blood (1970), Asylum (1972), Tales from the crypt (1972), The vault of horror (1973), From beyond the grave (1974) e The Monster Club (1980).

## Sinopse
Drama de horror em episódios, inspirado na fórmula do clássico inglês Dead of Night (1945), de H.G. Wells. Foi o primeiro filme da produtora Amicus nessa linha. Seis homens viajam juntos na mesma cabine de um trem rumo a Bradley, interior da Inglaterra. Um deles, um médico excêntrico, que se diz chamar Dr. Terror (Cushing), é na verdade a encarnação da própria morte, propõe ver o futuro de cada um fazendo um jogo de tarô. Cada um das premonições releva um destino fatídico, o que fornece o quadro para contar cinco histórias de terror. As filmagens começaram no Shepperton Studios a 25 de maio de 1964, com um orçamento de £ 105.000. O roteiro começou com uma série de televisão. A filmagem foi concluída em 3 de julho de 1964 e lançada em 5 de fevereiro de 1965. Foi filmado usando o processo cinematográfico conhecido como Techniscope.

## Elenco
- Christopher Lee - Franklyn Marsh (segmento 4 "Disembodied Hand")
- Roy Castle - Biff Bailey (segmento 3 "Voodoo")
- Peter Cushing - Dr. Terror' / Dr. W. R. Schreck
- Max Adrian - Dr. Blake (segmento 5 "Vampire")
- Ann Bell - Ann Rogers (segmento 2 "Creeping Vine")
- Michael Gough - Eric Landor (segmento 4 "Disembodied Hand")
- Jennifer Jayne - Nicolle Carroll (segmento 5 "Vampire")
- Neil McCallum - Jim Dawson (segmento 1 "Werewolf")
- Bernard Lee - Hopkins (segmento 2 "Creeping Vine")
- Alan Freeman - Bill Rogers (segmento 2 "Creeping Vine")
- Peter Madden - Caleb (segmento 1 "Werewolf")
- Kenny Lynch - Sammy Coin (segmento 3 "Voodoo")
- Jeremy Kemp - Jerry Drake (segmento 2 "Creeping Vine")
- Donald Sutherland - Dr. Bob Carroll (segmento 5 "Vampire")
- Harold Lang - Roy Shine (segmento 3 "Voodoo")